# Imaginisme

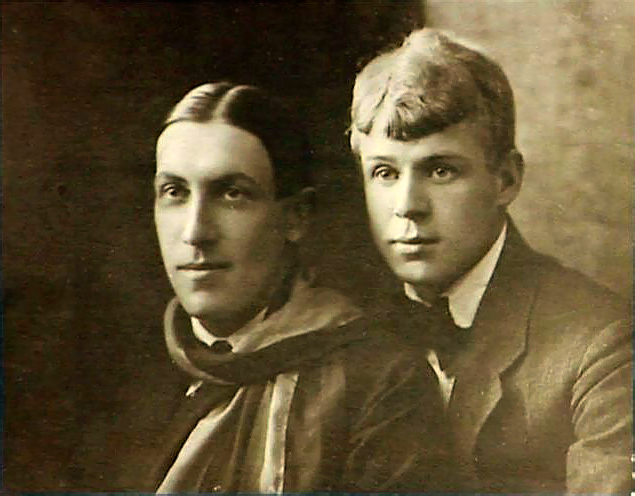
De imaginisten Mariënhof en Jesenin in 1919

Imaginisme (Russisch: Имажинизм, Imaginism) staat voor een Russische poëzie-stroming annex dichtersgroepering in de periode van 1918 tot begin jaren twintig. 
Het imaginisme ontstond in 1918 te Moskou toen de dichters Anatoli Marienhof, Sergej Jesenin en Vadim Sjersjenevitsj elkaar ontmoetten. Samen stichtten ze de ‘imaginistische’ school, mede geïnspireerd door de Engelse schrijver Ezra Pound. Alle drie waren ze overtuigd van het belang van het beeld in de poëzie. Ze verwierpen het futurisme en het symbolisme en aanvaardden alleen het beeld als poëtisch fundament. De inhoud was onbelangrijk. De dichter moet proberen het beeld te vinden dat in ieder woord vervat is, maar vaak verborgen zit achter de alledaagse betekenis. “Een imaginist”, schreven ze in hun manifest "Deklaraciia" uit februari 1919, “is iemand die het kuiken in het ei van het woord voelt”.
De imaginistische beweging was een kort leven beschoren en bloedde dood na de breuk tussen Jesenin en Marienhof in 1923. Als laatste product van het imaginisme wordt gezien Marienhofs Roman zonder leugen (1927) over het vrije liefdesleven van de inmiddels door zelfmoord om het leven gekomen Jesenin.